# إنغرام (كاليفورنيا)
إنغرام (بالإنجليزية: Ingram)‏ هو منطقة ومجتمع بدون حكم محلي، تقع في مقاطعة ميندوسينو (كاليفورنيا) في ولاية كاليفورنيا. تقع على بعد 6.5 ميل (10 كـم) من جنوب وجنوب غرب هوبلاند،  على ارتفاع 840 قدم (256 م).